# Vilmos Varjú
Vilmos Varjú (ur. 10 czerwca 1937 w Gyuli, zm. 17 lutego 1994 w Budapeszcie) – węgierski lekkoatleta, specjalista pchnięcia kulą. Mierzył 189 cm przy wadze ok. 140 kg.
Był jednym z czołowych europejskich kulomiotów lat 60. XX wieku. Rozpoczął karierę międzynarodową na Mistrzostwach Europy w 1958 w Sztokholmie, gdzie zajął 7. miejsce z wynikiem 16,77 m. Cztery lata później został mistrzem Europy w Belgradzie 1962 z rezultatem 19,02 m.
Zdobył brązowy medal podczas Igrzysk Olimpijskich w Tokio (1964) z wynikiem 19,39 m. Wyprzedzili go tylko Amerykanie Dallas Long i Randy Matson.
W 1966 zwyciężył najpierw podczas pierwszych Europejskich Igrzysk Halowych w Dortmundzie rzutem na odległość 19,05 m, a w lecie obronił tytuł mistrza Europy w Budapeszcie z rezultatem 19,43 m.
Startował bez powodzenia na olimpiadzie w Meksyku w 1968, gdzie nie wszedł do finału. Na Mistrzostwach Europy w 1969 w Atenach był siódmy (18,78 m). Na następnych mistrzostwach w Helsinkach 1971 był czwarty z wynikiem 19,99 m. Startował także na Igrzyskach Olimpijskich w Monachium (1972), gdzie zajął 8. miejsce (20,10 m).
Był mistrzem Węgier w latach 1958-1960 oraz 1963-1972, a w hali w 1974. Siedemnaście razy poprawiał rekord Węgier od 16,63 m do 20,45 m. Dwukrotnie był rekordzistą Europy (w 1960 – 18,67 m i w 1966 – 19,62 m).